# Circoncision de Jésus
Pour les articles homonymes, voir Circoncision (homonymie).
La circoncision de Jésus est un événement de la vie de Jésus relaté dans l'Évangile selon Luc (2:21) et un thème de l'iconographie chrétienne. La circoncision de Jésus était autrefois une fête liturgique célébrée par les Églises catholique et orthodoxe chaque 1er janvier. Depuis 1960, elle n'est plus en usage dans l'Église catholique.

## Origine
L'Évangile selon Luc évoque la circoncision de Jésus au « huitième jour » : « Et lorsque furent accomplis les huit jours pour sa circoncision, il fut appelé du nom de Jésus, nom indiqué par l’ange avant sa conception » (Lc 2:21).
Ce rite qui appartient au judaïsme n'est pas jugé indispensable par le christianisme. Dans l'Église primitive, les non-juifs furent dispensés de la circoncision par le « concile de Jérusalem » au milieu du Ier siècle (Actes des Apôtres, 15). Les épîtres de Paul, notamment, insistent sur l'idée que seule est nécessaire la « circoncision du cœur » (Rm 2:28-29, expression adaptée de Deutéronome 10:16-17 et 30:6), ou encore : « La circoncision n’est rien, et l’incirconcision n’est rien ; ce qui compte, c’est de garder les commandements de Dieu » (1 Cor 7:19), car il n’y a plus « ni juifs, ni païens », mais un seul corps dans le Christ.
L'Épître aux Colossiens fait allusion à la circoncision de Jésus (Col 2:11) : « Et c’est en lui que vous avez été circoncis d’une circoncision que la main n’a pas faite, mais de la circoncision de Christ, qui consiste dans le dépouillement du corps de la chair. »

## Célébration

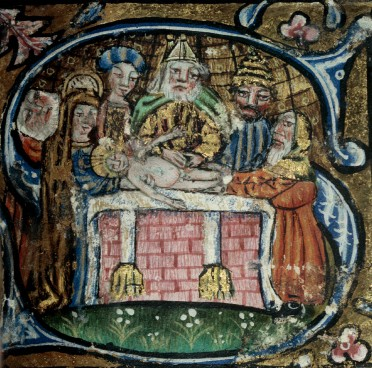
Circoncision de Jésus, miniature d’un missel (v. 1460), bibliothèque du Patrimoine de Clermont Auvergne Métropole.

Chez les catholiques, la « fête de la Circoncision » était célébrée le 1er janvier, soit le huitième jour à compter du 25 décembre, date de la Nativité fixée par convention au IVe siècle pour la naissance de Jésus de Nazareth. Cette fête a été abolie en 1974, après le IIe concile œcuménique du Vatican, pour la remplacer par la fête de « Sainte Marie mère de Dieu » - Théotokos,,,.
Plusieurs églises catholiques affirment posséder la relique du prépuce de Jésus,  le « Praeputium Domini ». Avec son ombilic, ses dents de lait, ses larmes ou son sang, c'est en effet une des seules parties de son corps humain qui ne serait pas monté au ciel lors de l'Ascension. Le réformateur protestant français Jean Calvin s'en moque dans son Traité des reliques en 1543, et cite trois lieux différents, l'abbaye Saint-Sauveur de Charroux à côté de Poitiers, à la basilique Saint-Jean-de-Latran à Rome, et à Hildesheim, en Allemagne,.
Chez les orthodoxes, les vêpres de la Circoncision sont célébrées le soir du 31 décembre. Elles contiennent trois extraits de l'Ancien Testament : Genèse 17. 1-7, 9-14 (qui rappelle l'alliance conclue entre Dieu et Abraham : « Tous vos mâles seront circoncis... Mon alliance sera marquée dans votre chair comme une alliance perpétuelle ») ; le Livre des Proverbes (8:22-30) et le Livre de la Sagesse (9:1-5). Aux matines du 1er janvier, la lecture de l'Évangile selon Jean (10:1-9) évoque le Bon Pasteur et ses brebis. Lors de la liturgie, la lecture de l’Épître aux Colossiens (2:8-12) explique le sens nouveau de la circoncision pour les chrétiens : « C'est en lui que vous avez été circoncis d'une circoncision qui n'est pas de main d'homme, par l'entier dépouillement de votre corps charnel. »

## Iconographie

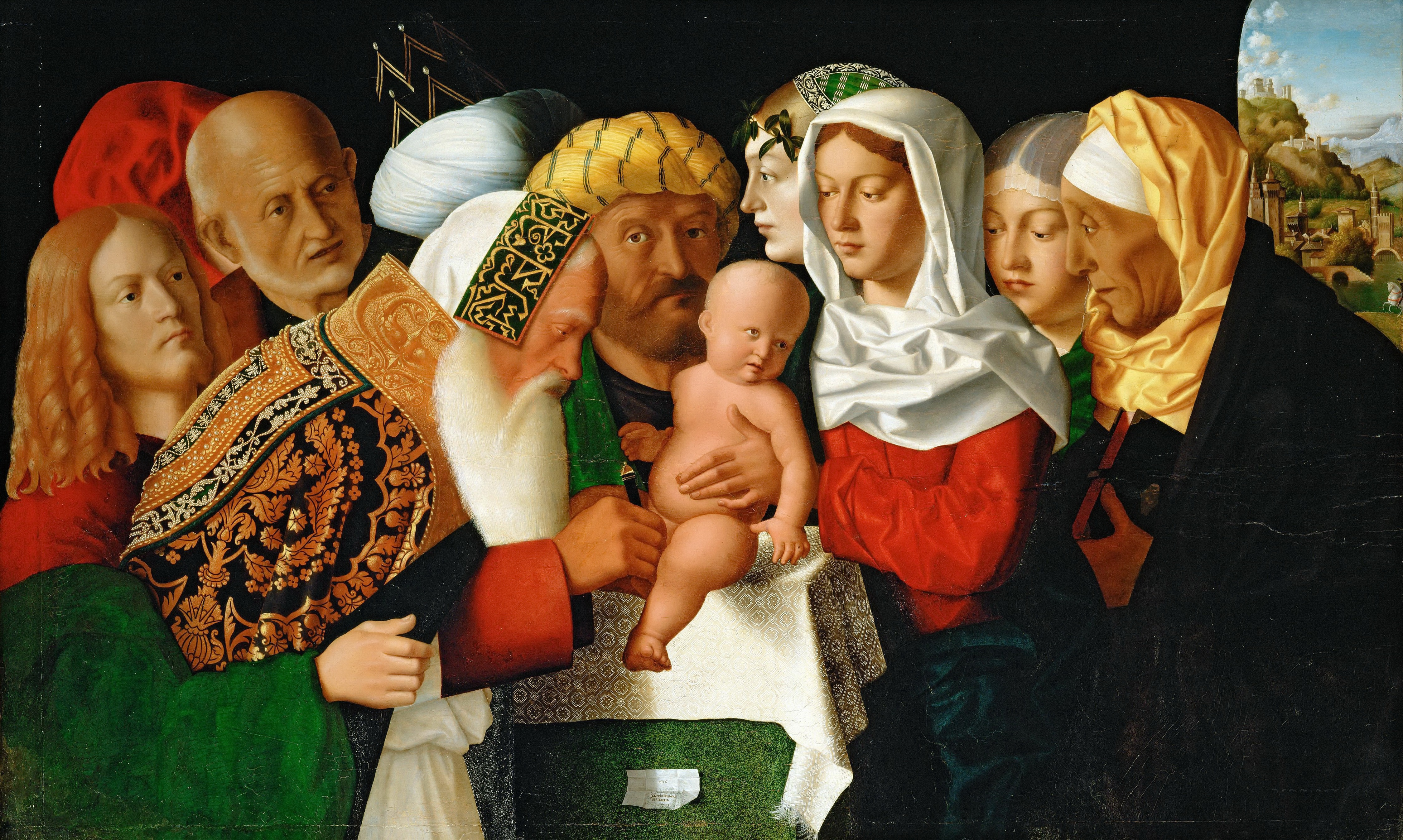
La Circoncision par Bartolomeo Veneto, en 1506.

La circoncision de Jésus a connu de multiples représentations dans l'iconographie chrétienne. En 1730, Juan Interián de Ayala fait remarquer dans son ouvrage Pictor christianus eruditus (« Le Peintre chrétien détrompé ») que cette imagerie contient parfois des erreurs dues à une profonde méconnaissance des usages juifs. Ainsi, on dépeint souvent la circoncision opérée par un prêtre dans le Temple de Jérusalem, alors que c’était en réalité une affaire réglée dans et par la famille, voire par les parents eux-mêmes.
Quand l’enfant Jésus se tient sous le couteau et sur l’autel, comme une offrande sacrificielle, voire comme un aliment sur une table, la circoncision est interprétée comme une préfiguration de la Crucifixion et de l’Eucharistie, selon une vue développée par certains Pères de l'Église. Dans d’autres cas, le peintre songe au baptême, rite d’agrégation qui a remplacé la circoncision.

## Galerie

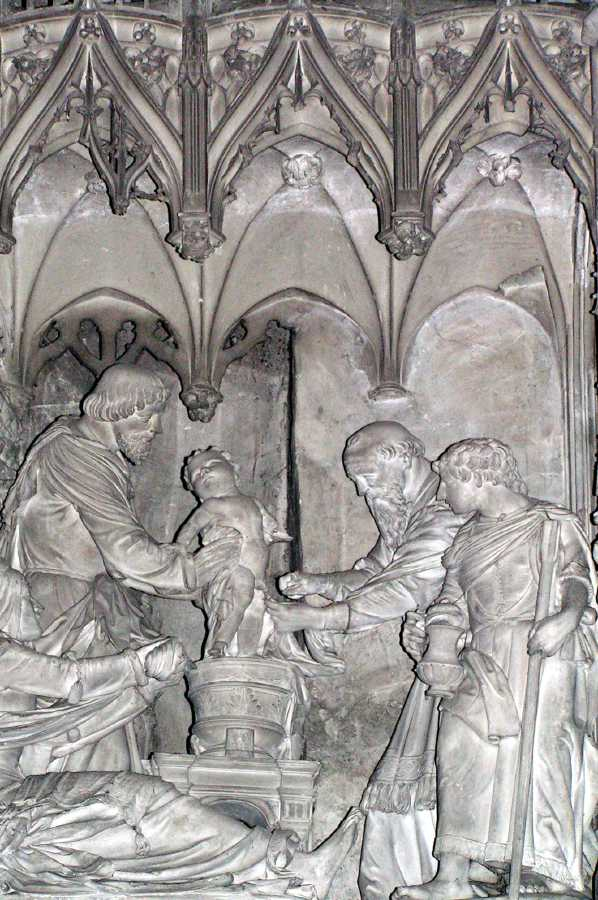
Cathédrale de Chartres
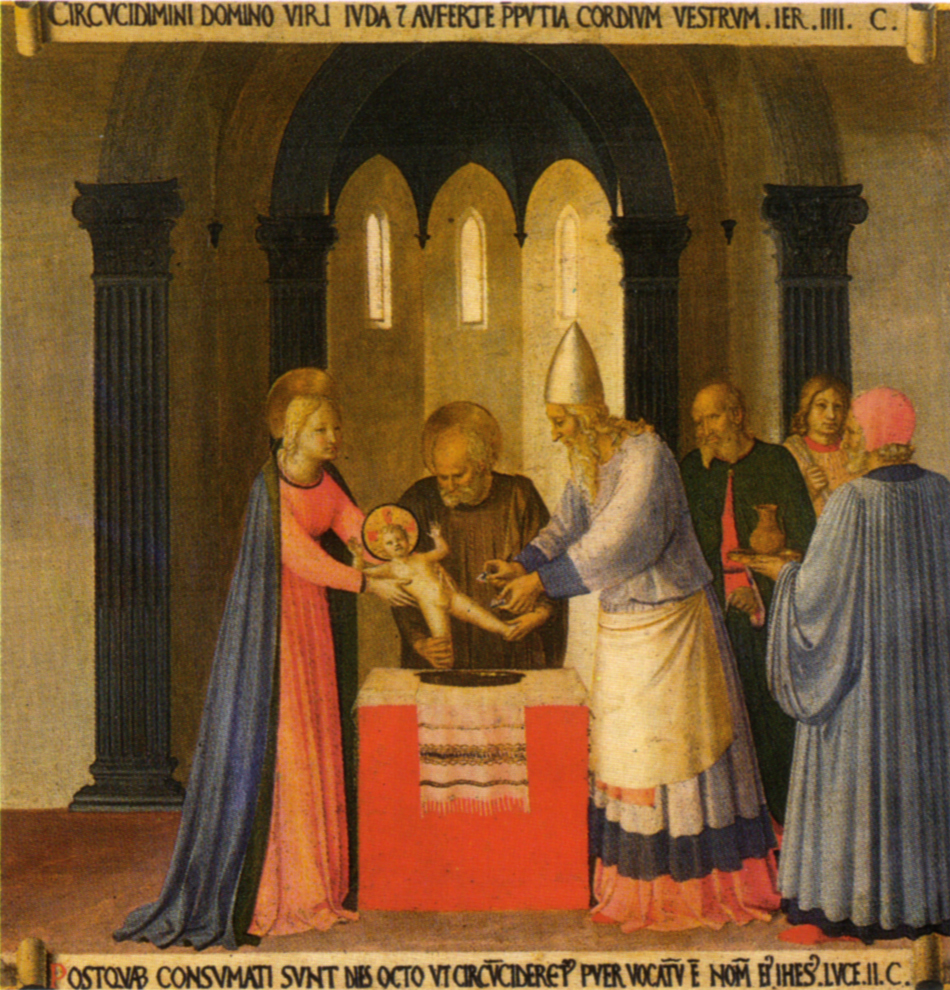
Panneau de l'Armadio degli Argenti, par Fra Angelico, v. 1451
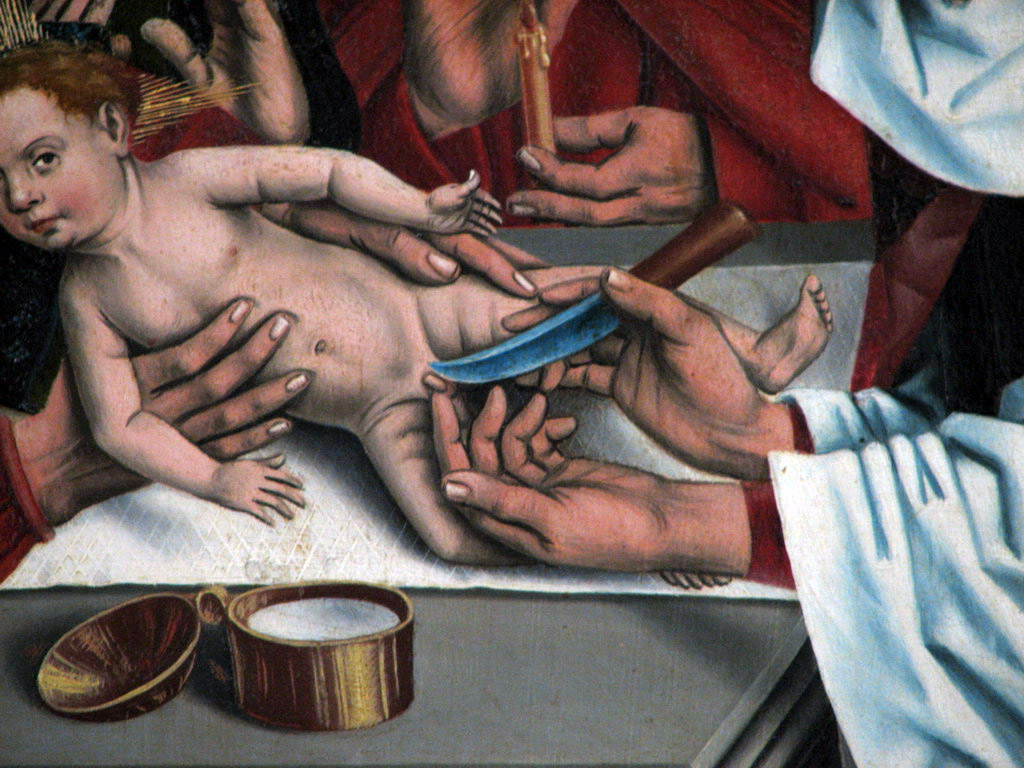
Retable des Douze Apôtres de Friedrich Herlin de Nördlingen, 1466
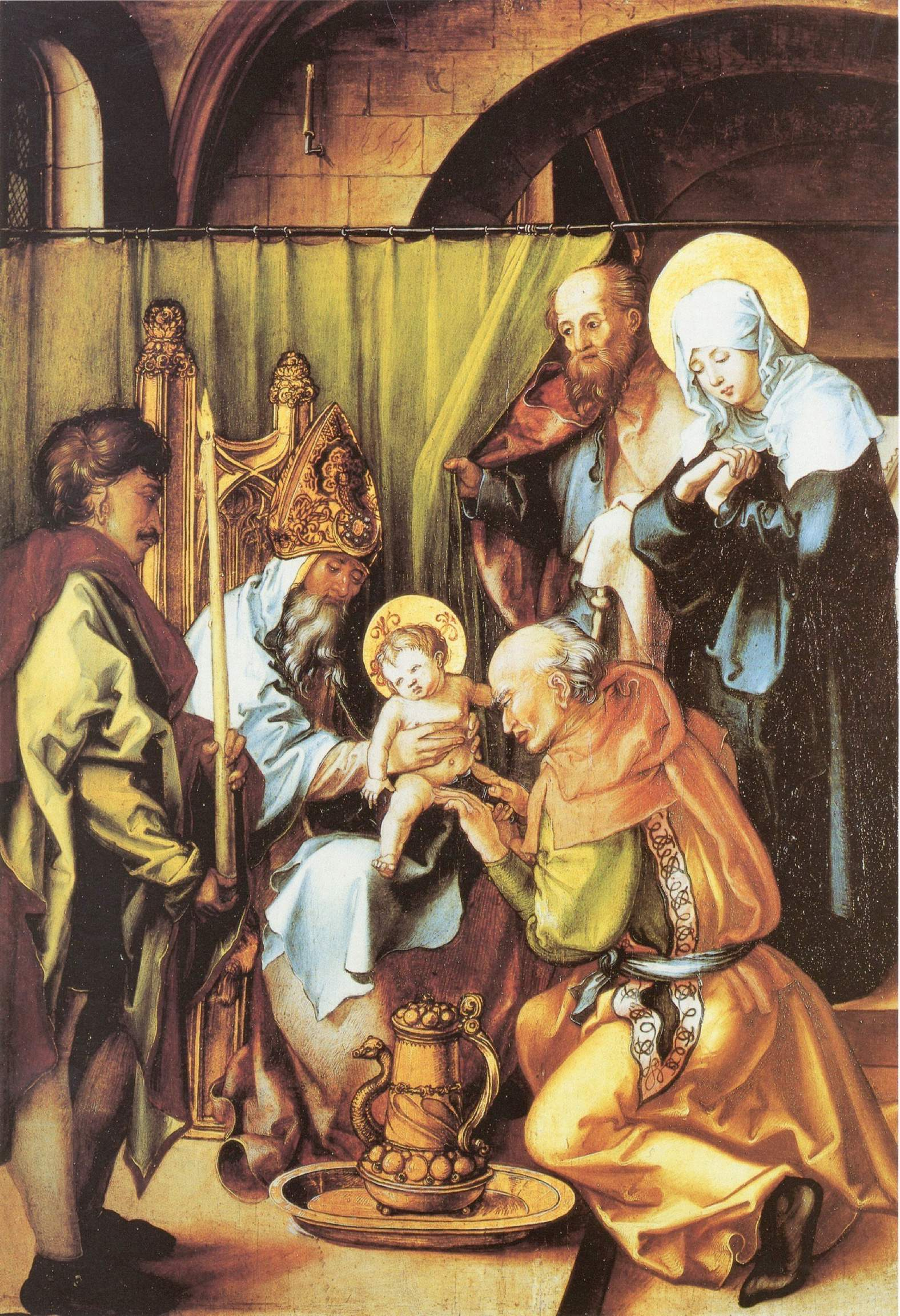
Panneau du Polyptyque des Sept Douleurs, par Albrecht Dürer, v. 1500
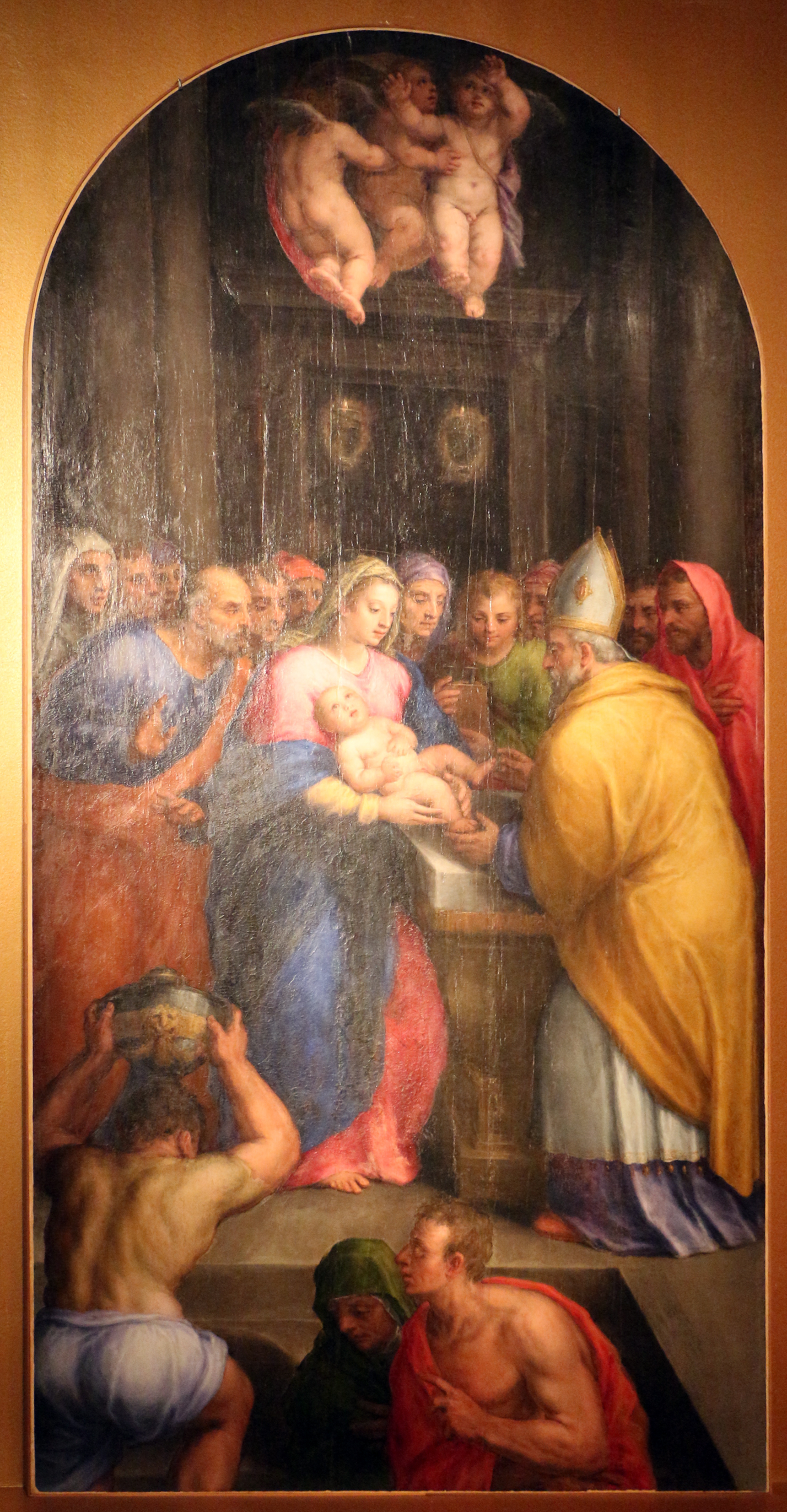
Bastianino, v. 1562
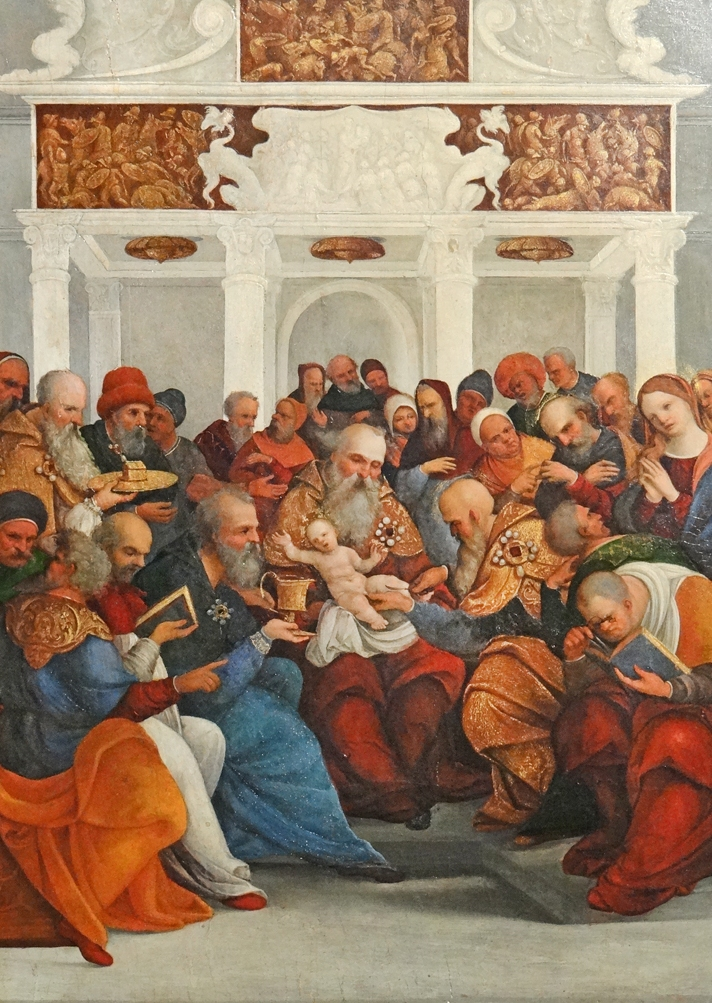
Ludovico Mazzolino, palais Cini, Venise, 1620
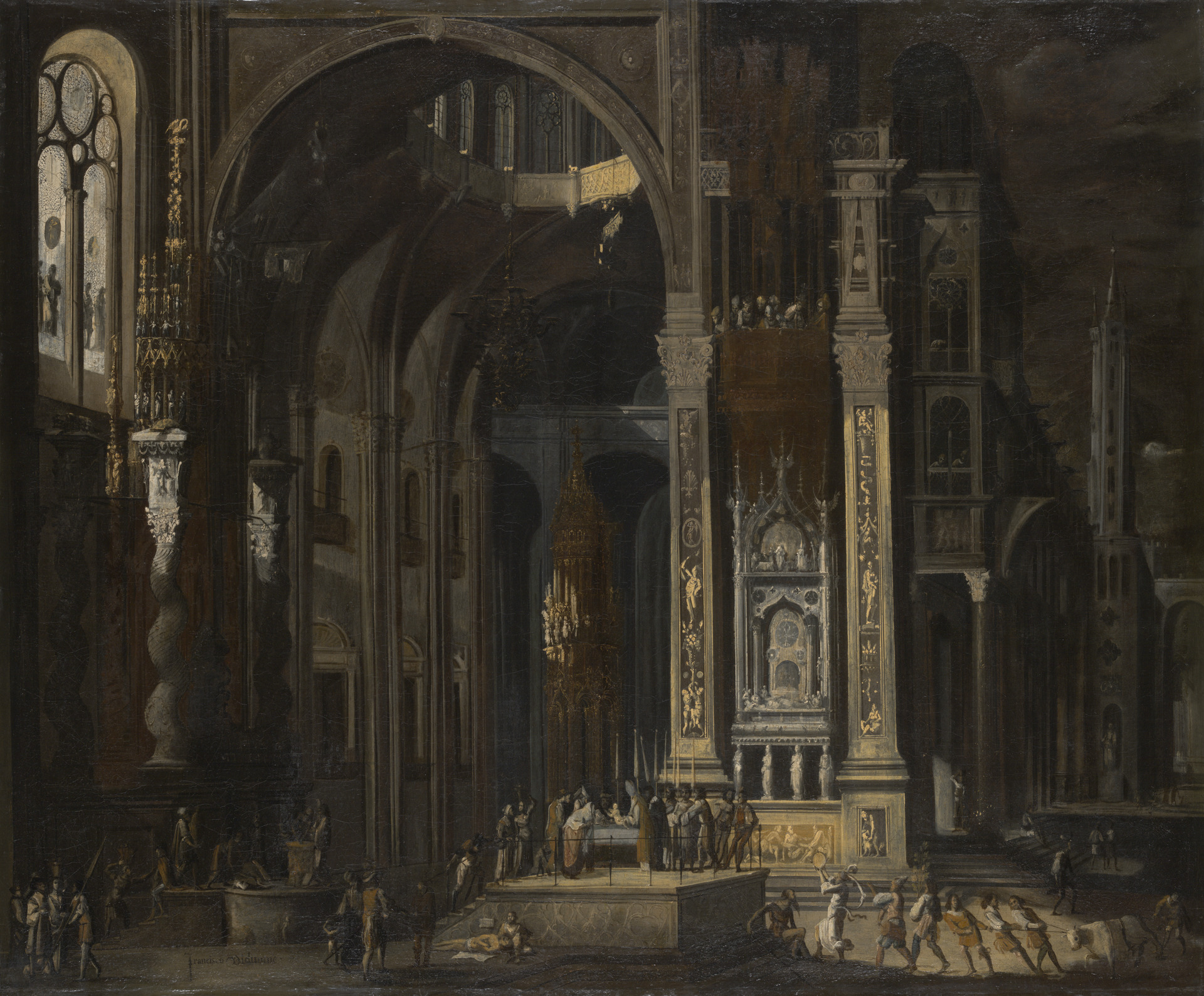
François de Nomé, 1623
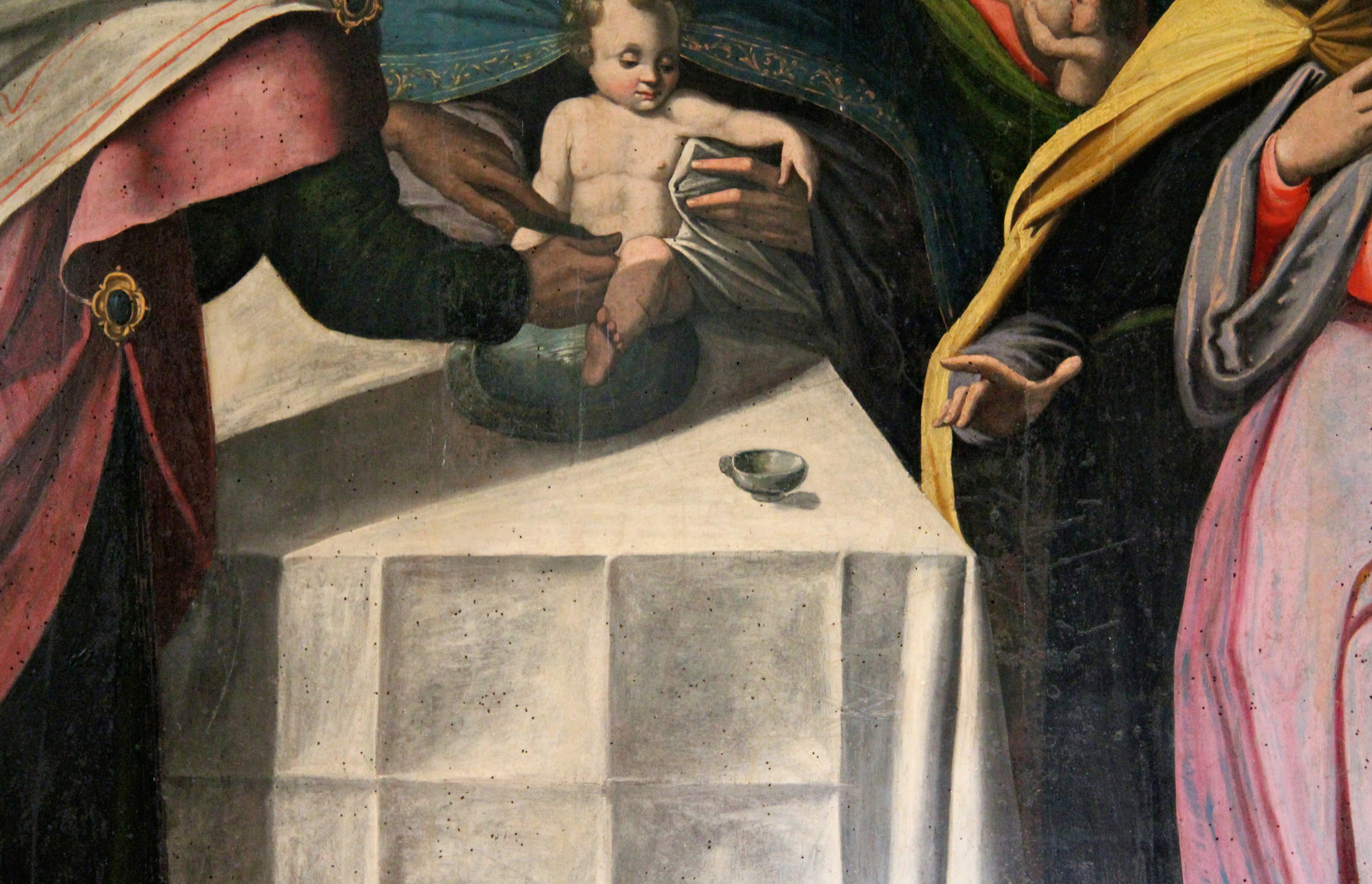
Église Notre-Dame-de-Nazareth de Valréas, XVIIe siècle
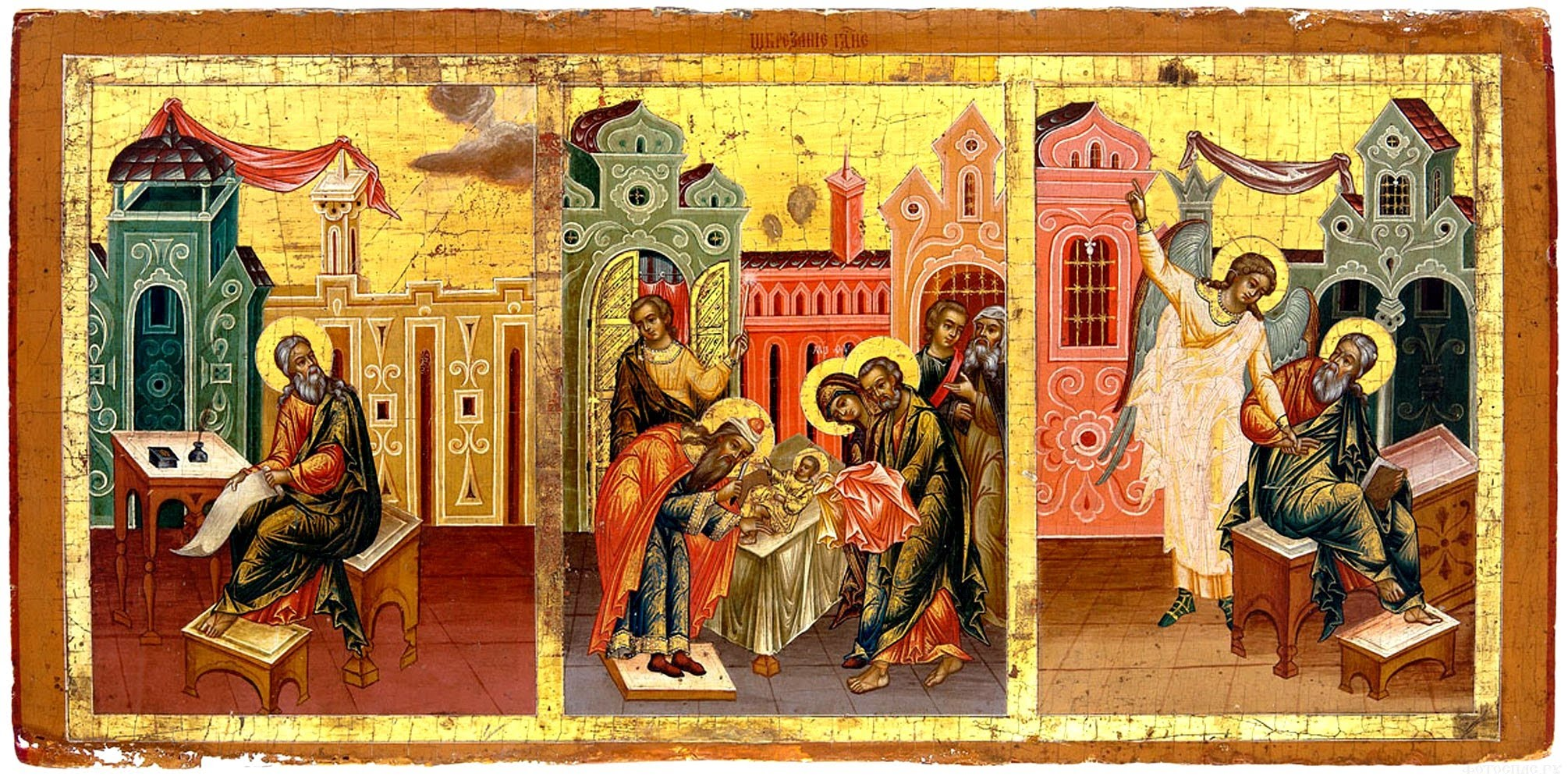
Icône orthodoxe russe antérieure au XIXe siècle
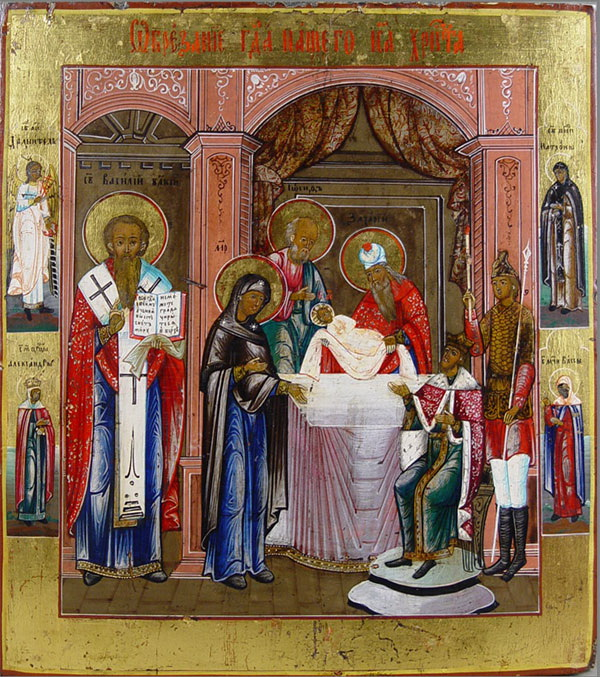
Icône orthodoxe du XIXe siècle
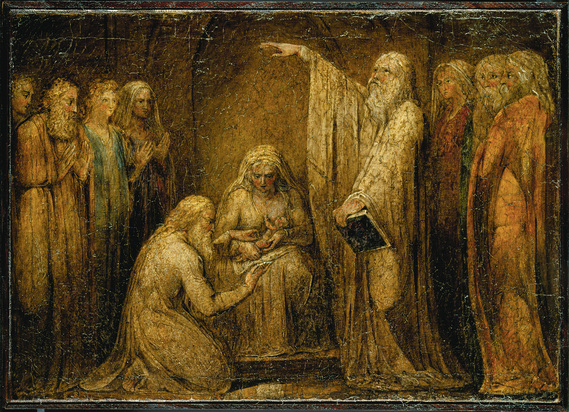
William Blake